# Слобода (Городнянська міська громада)
Слобода (до 2016 — Радя́нське) — село в Україні, у Городнянській міській громаді Чернігівського району Чернігівської області.

## Історія
До 1946 року село називалося Жабцицькою Слободою.
12 червня 2020 року, відповідно до розпорядження Кабінету Міністрів України № 730-р від «Про визначення адміністративних центрів та затвердження територій територіальних громад Чернігівської області», село увійшло до складу Городнянської міської громади.
19 липня 2020 року, в результаті адміністративно-територіальної реформи та ліквідації Городнянського району, село увійшло до складу Чернігівського району.
Під час російсько-української війни зі Слободи окупанти влаштовували обстріли гуманітарного коридору.
31 березня 2022 року українські військові з боєм звільнили Слободу.

## Населення

### Мова
Розподіл населення за рідною мовою за даними перепису 2001 року:
| Мова       | Кількість | Відсоток |
| ---------- | --------- | -------- |
| українська | 64        | 98.46%   |
| російська  | 1         | 1.54%    |
| Усього     | 65        | 100%     |